# Криза в Римската империя
Като Криза на Римската империя през 3 век се определя периода от 235 до 284/285 г. в Римската империя след управлението на императорската династия на Северите.
През това време империята е управлявана от т.нар. Войнишки императори и претърпява множество
вътрешни и външни кризи. Кризата завършва с възкачването на император Диоклециан.

## Икономически ефект
Заради нападениета от варвари, много пътища стават несигурни и търговията се нарушава. Императорите учеличават армията, както и нейното заплащане оттам таксите, което довежда до хиперинфлация. Едрите земевладелци започват да се фокусират върху техните стопанства, а не да служат на централната власт. Без съществен поминък в градовете настъпва деурбанизация, градовете стават по-малки и се ограждат от крепостни стени за защита. Статусът на робите се променя в колонати. Те стават зависими от големите земевладелци, които единствено магат да им дадат защита. Производството се локализира, а много стопанства се самозадоволяват. Даже и след края на кризата империята така и не възстановява миналия си разцвет.